# Mont Laojun (Yunnan)
 (août 2020).
Le mont Laojun (en chinois 景室山) est une montagne dans la partie nord-ouest de la province du Yunnan, en Chine. Il fait partie de la région des montagnes Laojun, qui s'étend sur 1 085 kilomètres carrés avec des altitudes allant de 2 100 à 4 513 mètres. La région comprend quatre comtés : Yulong, Jianchuan, Lanping et Weixi. La partie ouest de la région jouxte la rivière Lancang, tandis que la partie orientale est contiguë à la rivière Jinsha. La région a été incluse dans le site du patrimoine mondial de l'UNESCO des trois fleuves parallèles du Yunnan en 2003 et le parc national du mont Laojun a été inscrit au patrimoine mondial de l'UNESCO en janvier 2009.  
La région montagneuse de Laojun est un haut lieu de la biodiversité,. Le mont Laojun a plus de 170 espèces de Macrofungi (champignons), environ 10 % de tous les rhododendrons dans le monde, et c'est l'un des rares endroits restants où on peut observer le singe au nez retroussé du Yunnan (Rhinopithecus bieti), en voie de disparition.